# Natako
Natako est une petite ville du Togo située dans la Préfecture de Bassar, dans la région de la Kara

## Géographie
Natako est situé à environ 42 km de Bassar

## Démographie
La population est formée majoritairement par l'ethnie Moba.

## Vie économique
- Marché traditionnel les mardi

## Lieux publics
- École primaire